# Cratere Mason
Mason è un cratere lunare intitolato all'astronomo britannico Charles Mason. Si trova nella regione nordest della Luna, ed è quasi confinante con l'orlo orientale del cratere Plana e con quello sudest del cratere Bürg. Lungo il bordo settentrionale di Mason si trova il confine meridionale del Lacus Mortis, un piccolo mare lunare. A sud c'è il più grande Lacus Somniorum.
È una formazione pesantemente erosa di forma abbastanza irregolare e allungata lungo l'asse est-ovest. Il bordo è un anello irregolare e quasi distrutto di creste che si sono fuse con il terreno circostante a sud e a est. Nel bordo occidentale si trovano valli e crepacci che raggiungono il confine orientale del cratere Plana. Il fondale è stato riempito dalla lava, ed è quasi alla stessa altezza del bordo. Il piccolo cratere 'Mason A' si trova nella parte nordovest del fondo.

## Crateri correlati
Alcuni crateri minori situati in prossimità di Mason sono convenzionalmente identificati, sulle mappe lunari, attraverso una lettera associata al nome.
| Mason | Latitude | Longitude | Diameter |
| ----- | -------- | --------- | -------- |
| A     | 42.8° N  | 30.1° E   | 5 km     |
| B     | 41.8° N  | 29.6° E   | 10 km    |
| C     | 42.9° N  | 33.8° E   | 12 km    |